# Leo Woodall
Leo Vincent Woodall (Londres, 14 de septiembre de 1996) es un actor británico. Principalmente conocido por sus papeles en la segunda temporada de la serie de HBO, The White Lotus (2022) y en la serie de Netflix, One Day (2024).

## Biografía
Woodall nació en 1996 en Hammersmith, un distrito (borough) situado en el oeste de Londres. Proviene de una familia de actores, entre ellos su padre Andrew Woodall, su padrastro y su abuela; sus padres se conocieron en la escuela de teatro. Según ha dicho es descendiente de Maxine Elliott. Inicialmente quería dedicarse a los deportes, pero finalmente decidió dedicarse a la actuación después de ver la serie Peaky Blinders a los diecinueve años. Se graduó con una Licenciatura en Actuación en la Escuela de Educación Artística (ArtsEd) en 2019.
Después de graduarse, debutó en la televisión con una aparición especial en un episodio de 2019 de la telenovela médica Holby City de la BBC One. También apareció en el cortometraje Man Down. Ese mismo verano fue elegido para el próximo largometraje de ciencia ficción, Nomad, fue elegido para interpretar el papel entre 28 000 candidatos. El rodaje tuvo lugar en más de veinte países.
Mientras tanto, hizo su debut cinematográfico en la película Cherry (2021), dirigida por los hermanos Russo. Al año siguiente interpretó el personaje de Adrián Ivashkov en dos episodios de la serie Vampire Academy de Peacock y ese mismo año se unió al elenco principal de la serie antológica de HBO, The White Lotus (2022) para su segunda temporada, rodada en Sicilia, como Jack, un joven de Essex. Para prepararse para el papel y adoptar el acento del personaje, Woodall vio videos de la personalidad de televisión Joey Essex.
En 2023 fue nombrado Estrella Internacional del Mañana de la Pantalla. También en 2023 tuvo un papel recurrente en la serie Citadel de Amazon Prime, al año siguiente (2024) interpretó el personaje principal de Dexter Mayhew, junto a Ambika Mod, en la miniserie de Netflix, One Day, una nueva adaptación de la novela «Siempre el mismo día» de David Nicholls.  La serie cuenta la historia de dos jóvenes que se convierten en mejores amigos después de una aventura platónica de una noche. Además de la recepción positiva de la serie, Woodall recibió elogios de la crítica por su actuación. Proma Khosla del IndieWire, describió su actuación como «especialmente devastadora» y dijo que era «un tornado de carisma con una sonrisa permanente pero nunca petulante y un ardor de comedia romántica que debería hacer que sus antepasados se encogieran ante la idea».
En mayo de 2024 comenzó a filmar la película Bridget Jones: Mad About the Boy con Renée Zellweger; donde interpreta el personaje de Roxster, el nuevo interés amoroso de Bridget. También interpretó el papel principal en la serie de suspense de Apple TV+, Prime Target, que se estrenó el 22 de enero de 2025.

## Filmografía

### Películas
| Año            | Título                           | Papel                 | Notas                                                       | Ref.   |
| -------------- | -------------------------------- | --------------------- | ----------------------------------------------------------- | ------ |
| 2019           | Man Down                         | Lei                   | Cortometraje                                                |        |
| 2021           | Cherry                           | Rodgers               |                                                             | [ 7 ]  |
| 2025           | Bridget Jones: Mad About the Boy | Roxster               | Cuarta entrega de la serie de películas de Bridget Jones    | [ 16 ] |
| —              | Nomad                            | Ben                   |                                                             | [ 19 ] |
| —              | Nuremberg                        | Sargento Howie Triest | Basado en el libro «El nazi y el psiquiatra» de Jack El-Hai | [ 20 ] |
| —              | Tuner                            | —                     | Filmándose                                                  | [ 21 ] |
| (Fuente: IMDb) |                                  |                       |                                                             |        |

### Series de televisión
| Año            | Título          | Papel           | Notas | Ref.   |
| -------------- | --------------- | --------------- | --- | ------ |
| 2019           | Holby City      | Jake Reader     | Episodio: «Things My Mother Told Me»                                                                                      |        |
| 2022           | Vampire Academy | Adrián Ivashkov | Episodios: «Molnija» y «Beyond the Wards»                                                                                 | [ 22 ] |
| 2022           | The White Lotus | Jack            | Papel principal (temporada 2); 7 episodios Ganó el Premio del Sindicato de Actores al mejor reparto de televisión - Drama | [ 8 ]  |
| 2023           | Citadel         | Duke            | Episodios: «Infinite Shadows» y «Secrets in Night Need Early Rains»                                                       | [ 12 ] |
| 2024           | One Day         | Dexter Mayhew   | Papel principal; 14 episodios                                                                                             | [ 13 ] |
| 2025           | Prime Target    | Edward Brooks   | Papel principal; 8 episodios                                                                                              | [ 17 ] |
| (Fuente: IMDb) |                 |                 | |        |